# Euderomphale cerris
Euderomphale cerris är en stekelart som beskrevs av Erdös 1961. Euderomphale cerris ingår i släktet Euderomphale, och familjen finglanssteklar. Arten är reproducerande i Sverige.